# Hélton
Hélton da Silva Arruda, noto come Hélton (São Gonçalo, 18 maggio 1978), è un allenatore di calcio ed ex calciatore brasiliano, di ruolo portiere.

## Carriera

### Club
Prodotto del vivaio del Vasco da Gama, partecipò al campionato mondiale di calcio Under-20 del 1997 e alle Olimpiadi del 2000 con la sua nazionale. Con il Vasco da Gama vinse il campionato brasiliano e la Copa Mercosur nel 2000. Nel 2002, a scadenza di contratto con il Vasco da Gama, fu ingaggiato dall'União Leiria, club portoghese. Tre anni dopo fu acquistato dal Porto, riuscendo ben presto a convincere l'allenatore Co Adriaanse a preferirlo al veterano Vítor Baía come portiere titolare. Nella sua prima stagione al Porto vinse il campionato e la coppa nazionale. Il 18 maggio 2011, giorno del suo compleanno, vince da capitano l'Europa League in finale contro i connazionali del Braga.
Al termine della stagione 2015-2016 decide di non rinnovare il suo contratto in scadenza con il Porto, lasciando così il club lusitano dopo 11 anni. Rimasto svincolato all'età di 38 anni, medita inizialmente di ritirarsi dal calcio giocato, salvo poi firmare, quattro anni dopo e a 42 anni compiuti, per l'União Leiria, club della terza divisione portoghese.

### Nazionale
Esordì in nazionale l'11 settembre 2001 in un'amichevole, benché la FIFA non ritenesse quella partita ufficiale. Hélton debuttò ufficialmente con il Brasile in un incontro amichevole contro la Svizzera il 15 novembre seguente. Ha partecipato alla Copa América 2007.

## Statistiche

### Presenze e reti nei club
Statistiche aggiornate al 29 febbraio 2016.
| Stagione        | Squadra         | Campionato      | Campionato | Campionato | Coppe nazionali | Coppe nazionali | Coppe nazionali | Coppe continentali | Coppe continentali | Coppe continentali | Altre coppe | Altre coppe | Altre coppe | Totale | Totale |
| Stagione        | Squadra         | Comp            | Pres       | Reti       | Comp            | Pres            | Reti            | Comp               | Pres               | Reti               | Comp        | Pres        | Reti        | Pres   | Reti   |
| --------------- | --------------- | --------------- | ---------- | ---------- | --------------- | --------------- | --------------- | ------------------ | ------------------ | ------------------ | ----------- | ----------- | ----------- | ------ | ------ |
| 2008-2009       | Porto           | PL              | 26         | -12        | CP+CdL          | 1+0             | -1              | UCL                | 9                  | -12                | SP          | 1           | -2          | 37     | -27    |
| 2009-2010       | Porto           | PL              | 24         | -20        | CP+CdL          | 1+0             | -1              | UCL                | 7                  | -8                 | SP          | 1           | 0           | 33     | -29    |
| 2010-2011       | Porto           | PL              | 25         | -9         | CP+CdL          | 1+1             | -2 + 0          | UEL                | 16                 | -14                | SP          | 1           | 0           | 44     | -25    |
| 2011-2012       | Porto           | PL              | 29         | -17        | CP+CdL          | 0               | 0               | UCL+UEL            | 6+2                | -7 + -6            | SP+SU       | 1+1         | -1 + -2     | 39     | -33    |
| 2012-2013       | Porto           | PL              | 30         | -14        | CP+CdL          | 0+1             | -2              | UCL                | 8                  | -6                 | SP          | 1           | 0           | 40     | -22    |
| 2013-2014       | Porto           | PL              | 23         | -18        | CP+CdL          | 0               | 0               | UCL+UEL            | 6+3                | -7 + -5            | SP          | 1           | 0           | 33     | -30    |
| 2014-2015       | Porto           | PL              | 7          | -2         | CP+CdL          | 0+4             | -5              | UCL                | 0                  | 0                  | -           | -           | -           | 11     | -7     |
| 2015-2016       | Porto           | PL              | 0          | 0          | CP+CdL          | 6+3             | 0 + -6          | UCL+UEL            | 0                  | 0                  | -           | -           | -           | 9      | -6     |
| Totale carriera | Totale carriera | Totale carriera | 164        | -92        |                 | 18              | -17             |                    | 57                 | -65                |             | 7           | -5          | 246    | -179   |

### Cronologia presenze e reti in nazionale
| Cronologia completa delle presenze e delle reti in nazionale ― Brasile | Cronologia completa delle presenze e delle reti in nazionale ― Brasile | Cronologia completa delle presenze e delle reti in nazionale ― Brasile | Cronologia completa delle presenze e delle reti in nazionale ― Brasile | Cronologia completa delle presenze e delle reti in nazionale ― Brasile | Cronologia completa delle presenze e delle reti in nazionale ― Brasile | Cronologia completa delle presenze e delle reti in nazionale ― Brasile | Cronologia completa delle presenze e delle reti in nazionale ― Brasile |
| Data                                                                   | Città                                                                  | In casa                                                                | Risultato                                                              | Ospiti                                                                 | Competizione                                                           | Reti                                                                   | Note                                                                   |
| ---------------------------------------------------------------------- | ---------------------------------------------------------------------- | ---------------------------------------------------------------------- | ---------------------------------------------------------------------- | ---------------------------------------------------------------------- | ---------------------------------------------------------------------- | ---------------------------------------------------------------------- | ---------------------------------------------------------------------- |
| 15-11-2006                                                             | Basilea                                                                | Svizzera                                                               | 1 – 2                                                                  | Brasile                                                                | Amichevole                                                             | -1                                                                     |                                                                        |
| 6-2-2007                                                               | Londra                                                                 | Brasile                                                                | 0 – 2                                                                  | Portogallo                                                             | Amichevole                                                             | -2                                                                     |                                                                        |
| 1-6-2007                                                               | Londra                                                                 | Inghilterra                                                            | 1 – 1                                                                  | Brasile                                                                | Amichevole                                                             | -1                                                                     |                                                                        |
| Totale                                                                 |                                                                        | Presenze                                                               | 3                                                                      |                                                                        | Reti                                                                   | -4                                                                     |                                                                        |

## Palmarès

### Competizioni statali
- Campionato Carioca: 1

Vasco da Gama: 1998
- Taça Guanabara: 1

Vasco da Gama: 2000
- Taça Rio: 1

Vasco da Gama: 2001

### Competizioni nazionali
- Campionato brasiliano: 1

Vasco da Gama: 2000
- Campionato portoghese: 7

Porto: 2005-2006, 2006-2007, 2007-2008, 2008-2009, 2010-2011, 2011-2012, 2012-2013
- Coppa del Portogallo: 4

Porto: 2005-2006, 2008-2009, 2009-2010, 2010-2011
- Supercoppa di Portogallo: 6

Porto: 2006, 2009, 2010, 2011, 2012, 2013

### Competizioni internazionali
- Copa Mercosur: 1

Vasco da Gama: 2000
- Coppa America: 1

2007
- UEFA Europa League: 1

Porto: 2010-2011